# Elektrofiele additie

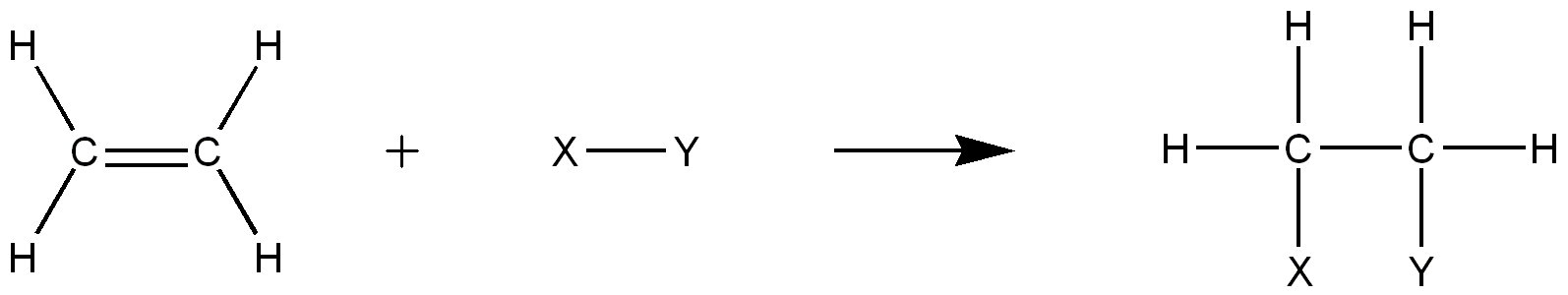
Algemene reactievergelijking voor additie aan etheen.

Een additiereactie is een chemische reactie waarbij uit twee moleculen één nieuw molecuul wordt gevormd: er wordt een π-binding vervangen door twee σ-bindingen. Het substraat van een additiereactie moet een dubbele of een drievoudige binding bezitten.
Een elektrofiele additie is een additie waarbij in stap 1 een elektrofiel deeltje X+ een covalente binding vormt met een atoom van de elektronenrijke onverzadigde C=C binding:

In stap 2 van de elektrofiele additie ontstaat een tweede covalente binding tussen het gevormde positief geladen tussenproduct en een nucleofiel deeltje Y−. Zoals afgebeeld is het nucleofiele deeltje gewoonlijk een anion; het kan echter ook een neutraal molecuul zijn.
Stap 2 is identiek aan de tweede stap in de SN1-reactie.
Als X en Y niet identiek zijn spreekt men van een asymmetrische additie. Bij alle asymmetrische addities is regioselectiviteit van belang. Regioselectiviteit wordt vaak bepaald door de Regel van Markovnikov. Bij vrije radicaal-mechanismen neemt men soms anti-Markovnikov-additie waar als zuurstof en sporen peroxides niet rigoureus zijn verwijderd. Boranen geven ook anti-Markovnikov-additie. De aanval op een elektrofiel deeltje door een aromatische verbinding leidt tot elektrofiele aromatische substitutie.

## Typische elektrofiele addities
Typische elektrofiele addities aan alkenen, met reagentia, zijn:
- Halogeenadditie: Cl2 en Br2
- Hydrohalogenering: HCl, HBr en HI
- Additie van water: H2O
- Hydrogenering: H2
- Oxymercurering: kwik(II)acetaat en H2O
- Hydroborering-oxidatie: diboraan
- Prins-reactie: methanal en H2O